# Freddie Gavita
Freddie Gavita (* 1985 in Norwich) ist ein britischer Jazztrompeter (auch Flügelhorn, Arrangement, Komposition).

## Leben und Wirken
Gavita, der einen italienischen Vater hat, studierte 2003/04 an der Royal Academy of Music und gehörte in den späten 2000er-Jahren dem National Youth Jazz Orchestra an, mit dem erste Aufnahmen entstanden. Ausgezeichnet wurde er in dieser Zeit mit dem Jazz Rising Star Award und dem IAJE Award for Outstanding Musicianship. In seinem Trompetenspiel stark vom Hardbop Lee Morgans beeinflusst, spielt er seitdem in der Londoner Jazzszene u. a. mit dem John Dankworth Jazz Orchestra, in der BBC Big Band, Michael Garrick Jazz Orchestra  (Tone Poems, 2010), dem Floating Points Ensemble von Sam Shepherd, im Ronnie Scott's Club Quintet (mit Alex Garnett, Sam Burgess, Chris Higginbottom, James Pearson) und mit dem Yuriy Galkin Nonet. Er trat auch mit Will Young, Daniel Beddingfield, Marti Pellow, Andrea Corr, Noah and the Whale, Mick Hucknall, Curtis Stigers und Georgie Fame auf, 2011 tourte er mit Us3. Im Bereich des Jazz war er zwischen 2006 und 2014 an neun Aufnahmesessions beteiligt. Mit Kit Downes (Piano), Calum Gourlay (Kontrabass) und James Maddren (Schlagzeug) hat er ein eigenes Quartett. 2017 legte er sein Debütalbum Transient vor; er wurde bei den British Jazz Awards 2017 als bester Trompeter ausgezeichnet. Mit Calum Gourlay leitet er außerdem eine Bigband.